# Régio da Calábria (província)
A Régio da Calábria (em italiano: Reggio Calabria) é uma província italiana da região da Calábria com cerca de 564 223 habitantes, densidade de 177 hab/km². Está dividida em 97 comunas, sendo a capital Régio da Calábria.
Faz fronteira a norte com a província de Vibo Valentia e a província de Catanzaro, a sul e a este com o Mar Jónico, e a oeste com Mar Tirreno.